# Эчебарри (станция метро)
«Эчебарри» (исп. Estación de Etxebarri; баск. Etxebarriko geltokia) — станция Линии 1 и Линии 2 метрополитена Бильбао. «Эчебарри» — юго-восточная конечная станция Линии 1. Станция располагается на территории муниципалитета Эчеварри, входящего в состав Гран-Бильбао. Она служила также конечной станцией для Линии 2, пока в 2011 году не была открыта станция «Арис». От станции имеются выходы к улице Фуэнлабрада и перехватывающей парковке.

## Автобусное обслуживание
Станция «Эчебарри» обслуживается автобусами EtxebarriBus, ходящим по 2-м маршрутам: линия 1 связывает станцию метро с районом Сантамарина, а линия 2 соединяет станцию с железнодорожной станцией EuskoTren и районом Полигоно, частота хождения автобусов на этом маршруте составляет 30 минут.

## Галерея

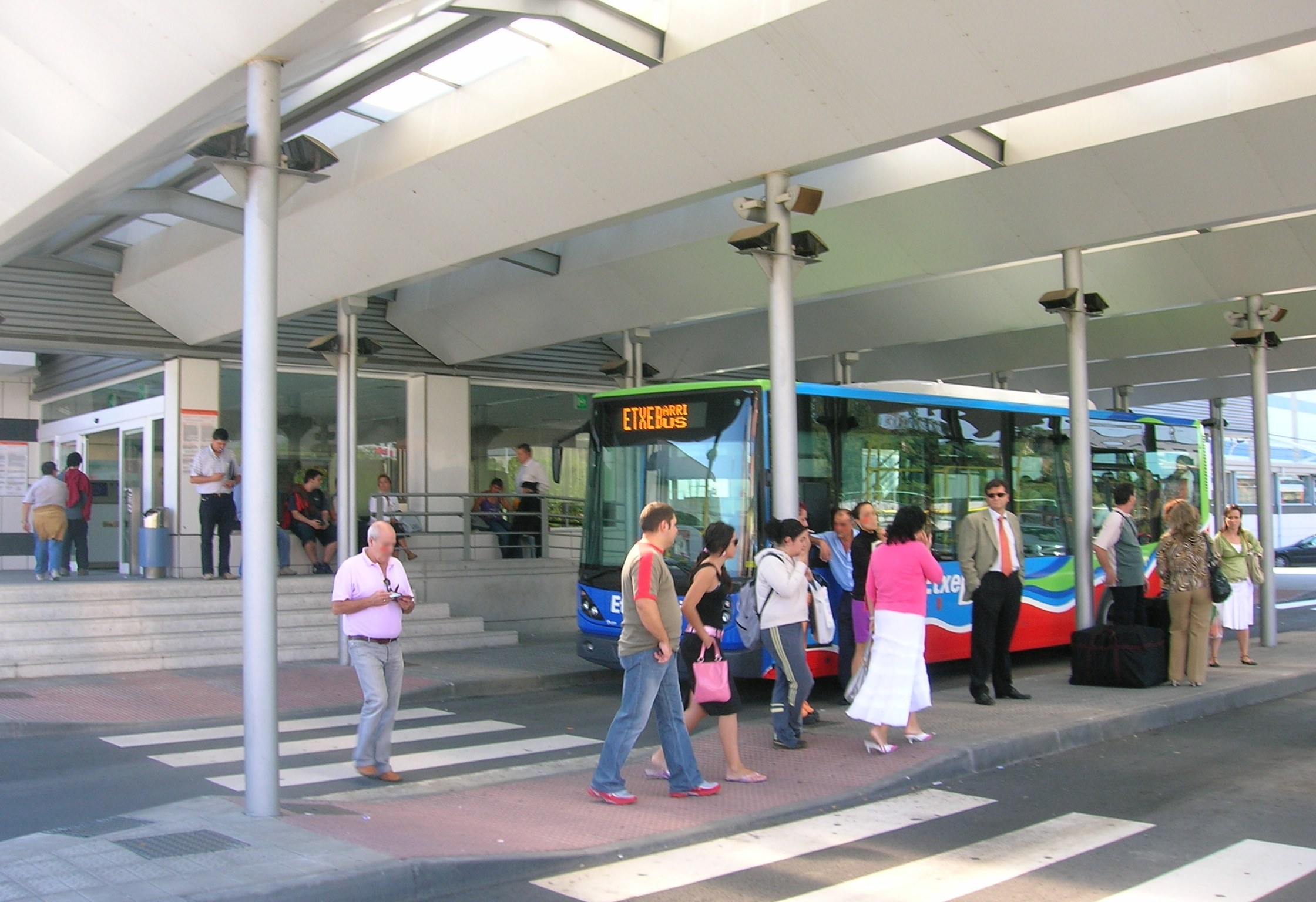
Автобусная остановка EtxebarriBus у станции метро